# Демидівка (селище)
Деми́дівка — селище в Україні в Дубенському районі, центр Демидівської територіальної громади. Селище розташоване за 40 км від залізничної станції Дубно та за 80 км від Рівного. Поблизу протікає річка Жабичі (притока Стиру).

## Географія
Знаходиться у центральній частині Волинської височини, поверхня підвищена, плоскохвиляста лісова рівнина. Ґрунти переважно чорноземні, темно-сірі опідзолені.

### Водна система
На північній околиці протікає р. Жабичі, яка є притокою Стиру (басейн Дніпра). Русло випрямлене, у минулому активно проводились меліоративні заходи.

### Екологія
Екологічна обстановка сприятлива, промислових підприємств з високим рівнем забруднення довкілля немає. Антропогенний вплив на середовище мінімальний.

## Історія

### Археологічні знахідки
В околицях селища знайдено крем'яне вістря на спис стрижівської культури.
У 1960 р. між Демидівкою і Рогізним, на північний захід від с. Ільпибоки, на невеликому підвищенні над заплавою маленького потічка виявлено поселення черняхівської культури і Київської Русі. Встановлено також, що городище в урочищі Замчисько на південний схід від Демидівки, відоме в літературі як давньоруське, є рештками пізньофеодального замчища.
За 4 км на південний схід від селища, поблизу с. Копань, в урочищі Пропаснисько виявлений курган діаметром 30 м і висотою 2,1 м, досліджений І. К. Свєшніковим у 1975 р. Під насипом виявлено дві могильні ями з повністю розкладеними рештками кістяків. В одній з них знайдено рештки корови і коня, в другій — уламок ліпної посудини, недостатній для визначення культурної приналежності кургану.

### Перша згадка про селище
Найдавніша згадка про населений пункт належить до 1570 року. Тоді воно називалося Демидів. Назва походить від чоловіка на ім'я Демид. На початку XVII ст. Демидів був невеликим поселенням, яке належало кільком поміщикам. Разом з Лішнею в ньому 1629 року налічувався 21 дім.

### Польсько-литовський період
У роки визвольної війни українського народу 1648—1657 рр. населення міст і сіл вздовж річок Ікви та Стиру активно боролося проти польсько-шляхетського гніту. І зараз на полях між Демидівкою і Берестечком селяни виорюють зброю й особисті речі козаків.
Становище жителів Демидівки, яка після «Вічного миру» 1686 року залишилась у складі Польщі, стало ще гіршим. Розмір панщини наприкінці XVII ст. становив влітку 5—6 днів на тиждень. Крім панщини, селяни мали виходити на зажинки, обжинки, платити грошовий чинш. Але протягом XVIII ст. на Правобережжі часто вибухали селянські повстання, в яких брало участь і населення Демидівки. 1702 року місцеві жителі підтримали повстанців.
Зростала Демидівка дуже повільно. У 1775 році в ній налічувалось усього 43 будинки. Частина мешканців займалася ремеслами.

### Російський період
1795 року Демидівка ввійшла до складу Російської держави. До 1860 року нею володіли поміщики Гарчинські, потім вона стала власністю казни.
На кожного працездатного чоловіка виділялося 6 моргів (3,5 га) землі. У 1870 і 1873 роках сталося дві великі пожежі, під час яких згоріло 76 будинків. Залишилося всього 53 будинки, де проживало 527 чоловік. Більшість погорільців змушена була кидати домівки та йти шукати засобів до існування.
Демидівка відбудовувалась повільно. На час перепису населення у 1897 році тут проживало 679 чоловік, виключно євреїв. Вона стала містечком. Частина мешканців займалася ремеслами. Окремі родини демидівців, розорившись, змушені були йти працювати на підприємства. Наприкінці XIX і на початку XX ст. в Демидівці відкрилося кілька невеличких підприємств. Це — лісопильня, чотири мануфактури. В Демидівці тричі на рік збиралися великі ярмарки, тоді містечко оживало, ставало багатолюдним.
У 1906 році містечко Княгининської волості Дубенського повіту Волинської губернії. Відстань від повітового міста 30 верст, від волості 5. Дворів 89, мешканців 759.
Виступами селян Демидівки позначився і 1912 рік. Відбулися заворушення селян, які були невдоволені столипінською аграрною політикою. Понад 90 чоловік кинули до дубнівської в'язниці.
Низьким був і культурний рівень містечка. В Демидівці не було пошти, лікувальних та культурно-освітніх закладів. Лише в 1913 році відкрили однокласне училище, проте не всі діти мали можливість у ньому навчатися. Зате ще в XIX ст. тут побудували аж чотири церкви та кілька корчем.

Демидівка на польській карті 1937 року

Перша світова війна не обійшла й Демидівки. Постійні переміщення військ, мобілізація чоловіків — все це викликало невдоволення серед місцевого населення.
Становище у Демидівці погіршало, коли з серпня 1915 року австро-угорські та німецькі війська прорвалися па територію краю й захопили західні повіти, а в перших числах вересня 1915 року окупували Демидівку. Частини російської 8-ї армії під командуванням генерала О. О. Брусилова 10 вересня повернули у містечко російську владу. Протягом 1915 і 1916 рр. Демидівка кілька разів з боями переходила з рук у руки воюючих армій. Це завдавало її жителям тяжких збитків.
7 (20) листопада 1917 року, відповідно до Третього Універсалу Української Центральної Ради, увійшло до складу Української Народної Республіки.
З утворенням Рівненської області, Демидівка у 1940 році стає одним з її районних центрів.

### Друга світова війна

Демидівка на німецькій карті 1941 року

З початком радянсько-німецької війни 1941 року, Демидівщина була окупована німецькими військами. За цей період розстріляно тисячу чоловік, спалено 120 житлових будинків. Невдовзі після окупації, німці та місцеві українці почали вчиняти акти пограбування та жорстокого поводження з євреями міста. В одному випадку була жорстоко відірвана борода рабина громади Давида Хелферсона. 1941 року євреї міста були зосереджені в невеликому гетто, оточеному дротяною огорожею, де їх час від часу вбивали. 8 жовтня 1942 під час ліквідації гетто в Демидівці було вбито близько 600 євреїв.
Під час Другої світової війни німецький гарнізон у містечку налічував 511 осіб.
17 березня 1944 року Демидівку захопили частини радянських військ 1-го Українського фронту.

### Повоєнний період
Після захоплення Демидівки радянськими військами було встановлено жорсткий режим — НКВС контролював всі сфери життя, арештовували всіх, хто мав зв'язок з УПА, відбувались жорстокі придушення проявів національної свідомості. У центрі селища в будівлі нинішнього навчального комбінату (навпроти відділення Ощадбанку) здійснювались катування і вбивства мирних жителів району. Нині тут встановлено Пам'ятний хрест українським патріотам та воякам УПА, які стали жертвами місцевого підрозділу НКВС. У 1954 році в Демидівській сільській раді було підпорядковано населені пункти Дубляни та Лішня.
Наприкінці 1962 року Демидівський район розформовано, а Демидівка ввійшла до складу Млинівського району.
У 1972 році селище було газифіковане (раніше Млинова і Дубна).

### Незалежна Україна
Рішенням Верховної Ради з грудня 1996 року Демидівський район поновлено в межах раніше існуючої території.
Нині в Демидівці функціонує загальноосвітня школа-ліцей, та Вище професійно-технічне училище № 25. Обслуговують населення центральна районна лікарня, дитячий садочок, будинок культури, бібліотека. На території селища працює пожежна частина, ветеринарна лікарня, значна частина жителів зайнята в сфері підприємницької діяльності.
У 2015 році розпочато процес створення об'єднаної територіальної громади (включає села Демидівського та Радивилівського районів): Демидівський район: Демидівська селищна рада (смт Демидівка, села Дубляни, Лішня), Вербенська сільська рада (села Вербень, Товпижин), Глибокодолинська сільська рада (села Глибока Долина, Копань), Ільпибоцька сільська рада (село Ільпибоки), Княгининська сільська рада (села Княгинине, Вишневе, Охматків, Перекалі), Рогізненська сільська рада (село Рогізне), Рудківська сільська рада (села Рудка, Калинівка), Хрінницька сільська рада (села Хрінники, Вичавки, Лисин, Лопавше); Радивилівський район: Пляшевська сільська рада (села Пляшева, Острів, Солонів).

## Населення

### Мова
Розподіл населення за рідною мовою за даними перепису 2001 року:
| Мова       | Кількість | Відсоток |
| ---------- | --------- | -------- |
| українська | 2723      | 99.52%   |
| російська  | 12        | 0.44%    |
| вірменська | 1         | 0.04%    |
| Усього     | 2736      | 100%     |

## Економіка
- Відкрите акціонерне товариство «Демидівський консервний завод»
- ТзОВ «Демидівкамолоко»
- ТзОВ «ДЕММЕБЛІ»
- Приватне підприємство «ОЛДІ»

## Транспорт і медіа
В селищі є автобусна станція, сполучення діє з Млиновом, Дубном, Рівним, Луцьком, Берестечком, Львовом та Києвом.
У 1996-2020 роках діяла радіостанція «Говорить Демидівка», яка вела мовлення у проводовій мережі. Кілька років ведеться будівництво радіотрансляційної вежі висотою 110 м на околиці села Копань, яка забезпечить стійким сигналом довколишні населені пункти.
У 1996-2022 роках виходила районна газета «Вісник Демидівщини». Станом на 2025 рік місцеві медіа відсутні, є кілька спільнот у соціальних мережах.

## Освіта
Діє дошкільний навчальний заклад «Сонечко».
Середню освіту можна отримати в Опорному закладі Демидівський ліцей Демидівської селищної ради (вулиця Богдана Хмельницького, 13), де навчається близько 500 дітей.
На вулиці Миру, 144а розміщене Демидівське вище професійне училище №25, учні, головним чином, з сіл району і навколишніх районів. Можна опанувати фах тракториста, електрика, кухаря-кондитера. Є великий гуртожиток.

## Культура
Діє будинок творчості школярів, будинок культури, бібліотека. Оркестру народних інструментів та чоловічому ансамблю «Литаври» присвоєно звання «народний».
Поблизу школи встановлено погруддя Тараса Шевченка, є пам'ятник воїнам, які загинули під час Другої світової війни.
У 2015 році відкрито пам'ятник Борцям за волю та незалежність України (на розі вулиць Луцька та Миру).

## Релігія
Є 3 громади Української Православної Церкви (ПЦУ), 1 — Української Православної церкви Московського патріархату, 1 — християн віри євангельської, 1 — євангельських християн баптистів, 1 — Свідків Єгови, 1 — адвентистів сьомого дня.

## Персоналії

### Народилися
- Зубчук Роман Валентинович (13 листопада 1993 — 5 січня 2015 Міньківка, Донецька область, Україна)  — військовик, стрілець, старший солдат резерву Батальйону імені Кульчицького. Загинув у ході російсько-української війни.
- Гончарук Анатолій Трохимович (нар. 1924) — ветеран німецько-радянської війни. Був призваний на фронт у 1944 році, служив у піхоті Третього Прибалтійського фронту, був поранений. Нагороджений орденами і медалями: медаль «За перемогу над Німеччиною у Великій Вітчизняній війні 1941—1945 роки», медаль «Захиснику Вітчизни».[14]
- Кондратюк Юхим Іванович (нар. 1923) — ветеран німецько-радянської війни, інвалід І групи. Був призваний на фронт у 1944 році, служив кулеметником у Першому Українському фронті, був важко поранений. Нагороджений орденами і медалями: медаль «За перемогу над Німеччиною у Великій Вітчизняній війні 1941—1945 роки», орден Вітчизняної війни I ступеня, медаль «Захиснику Вітчизни», медаль «Ветеран Праці».[15]
- Тарасюк Анатолій Степанович (нар. 1925) — ветеран німецько-радянської війни. У 1944 р. пішов на фронт добровольцем, служив телефоністом-зв'язківцем на Другому Прибалтійському фронті, був поранений. Нагороджений орденами і медалями: орден Червоної зірки, орден «Вітчизняної війни ІІ ступеня», орден «За мужність», медаль «За перемогу над Німеччиною у Великій Вітчизняній війні 1941—1945 рр.», медаль «За взяття Берліна», медаль «За визволення Праги».[16]
- Левчук Володимир Іванович (нар. 1927) — ветеран німецько-радянської війни. У 1944 р. пішов на фронт добровольцем, служив піхотинцем, пізніше — водієм. Нагороджений орденами і медалями: медаль «За перемогу над Японією», Орден Вітчизняної війни, медаль «Захиснику Вітчизни».[17]
- Омельчук Сергій Іванович (нар. 4 травня 1956) — український журналіст і громадський діяч. Заслужений журналіст України.

### Пов'язані із селищем
- Володимир Григорович Жупанюк — художник, живописець.
- Перебуваючи у Рівненській області, Президент України Петро Порошенко поділився, що історія його сім'ї пов'язана з Демидівкою. Його матір після закінчення технікуму працювала в Рівненській області, мешкаючи в Демидівці. Сюди приїжджав до неї батько Президента. Й саме тут у 1957 році народився його старший брат Михайло[18].

## Галерея

Демидівський Будинок культури
Демидівська школа-ліцей
Селищний парк
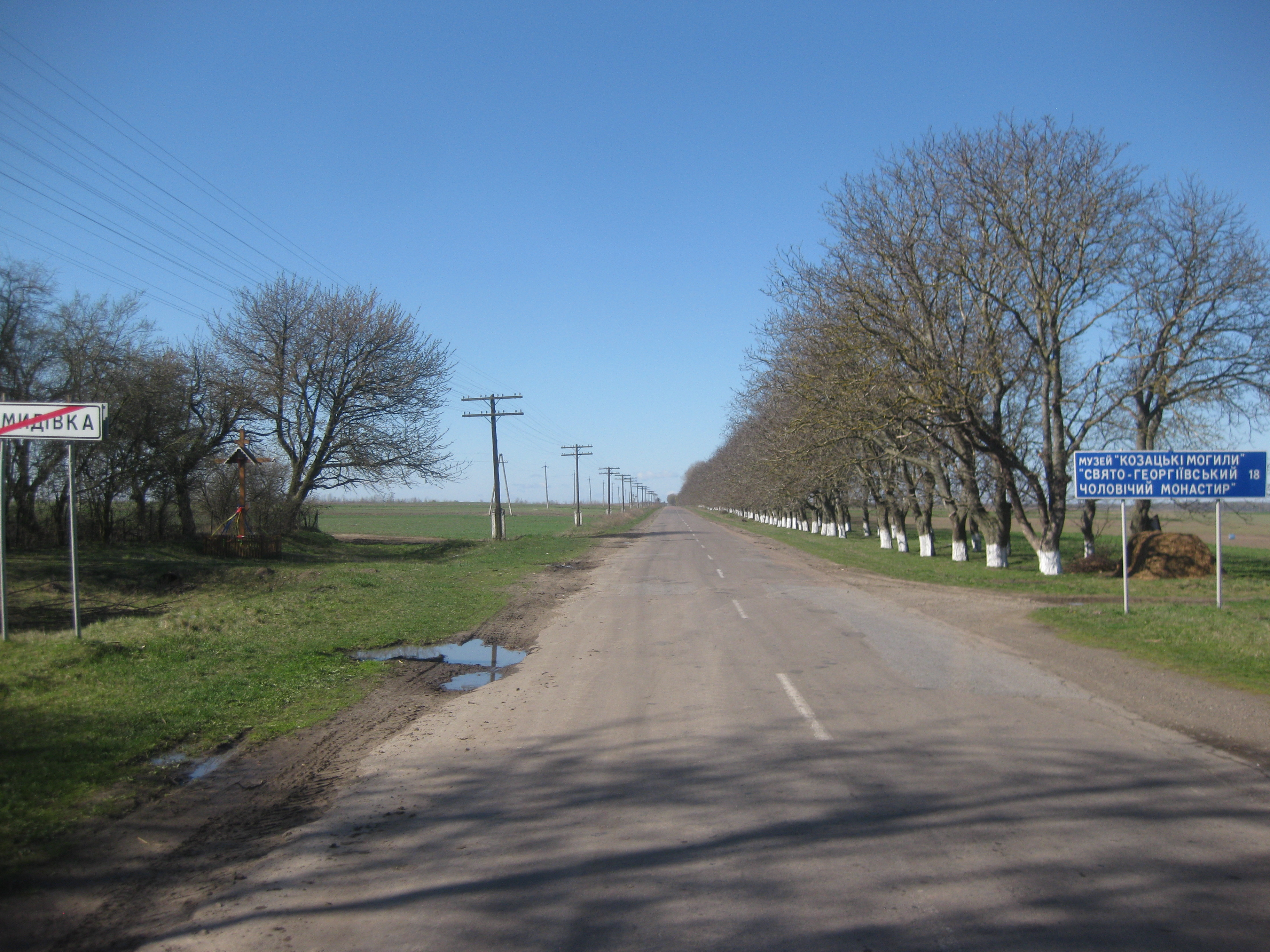
Дорога на Берестечко
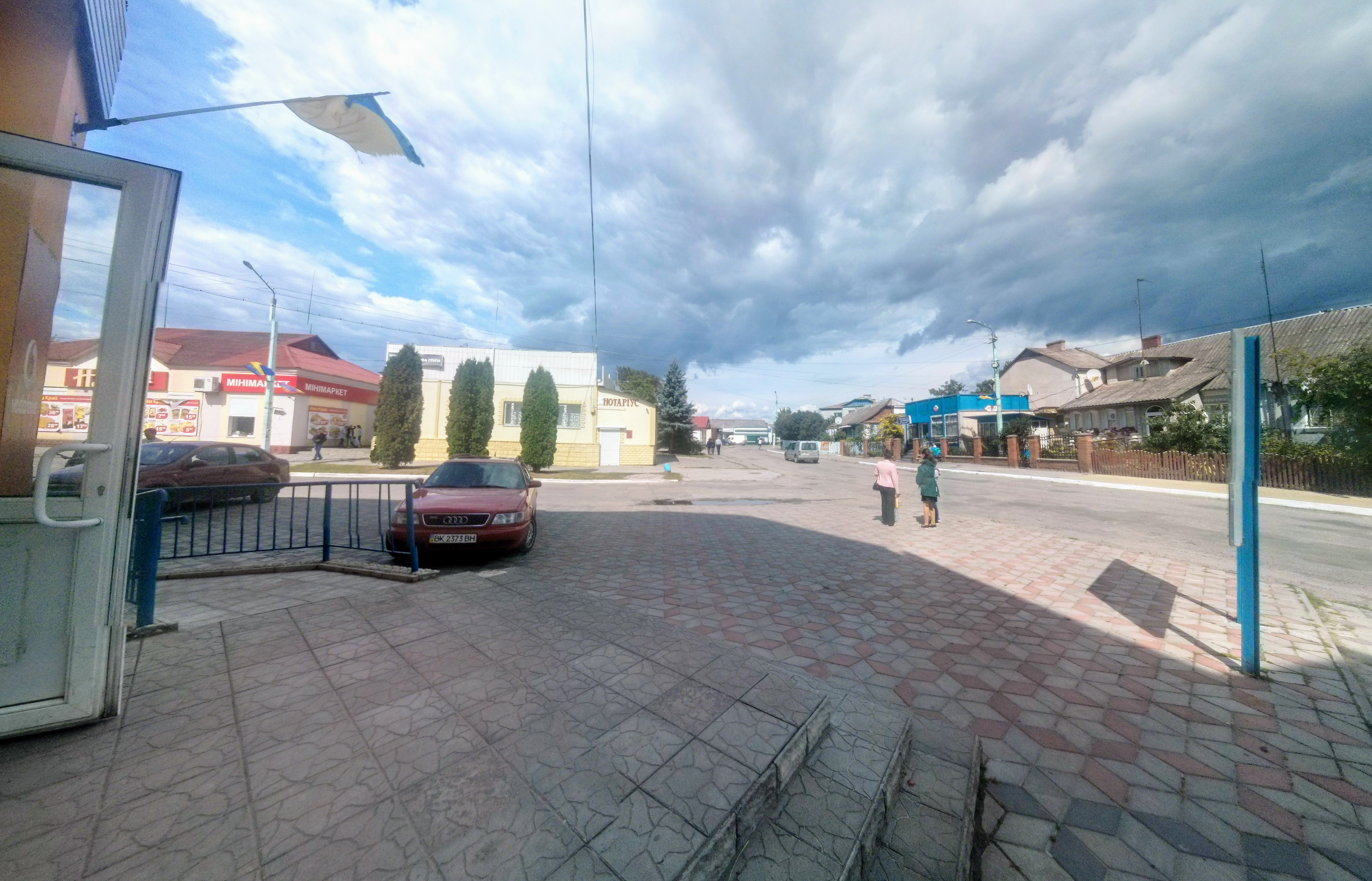
На розі вулиць Миру і Кооперативної
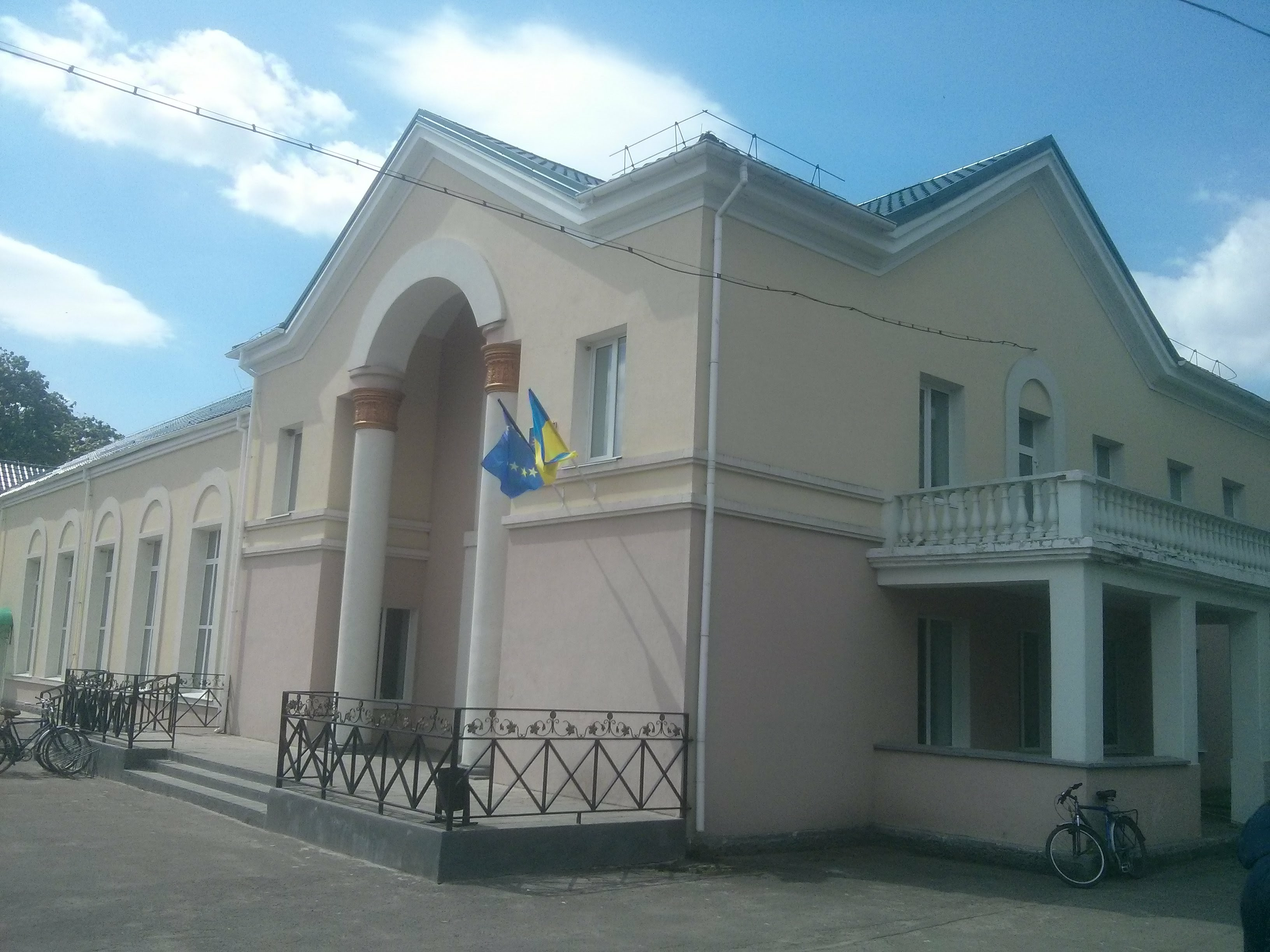
Районний Будинок культури. 2017 рік